# Carl Yngve Sahlin
Carl Yngve Sahlin (født 4. marts 1824 i Dalsland, død 29. maj 1917 i Stockholm) var en svensk filosof. 
Sahlin blev student 1841, doktor 1851 og virkede derefter som akademisk lærer i Uppsala og senere i Lund, ved hvis universitet han 1862 blev professor. I 1864 blev han professor i Uppsala. Sahlin var Boströms dygtigste elev; hans filosofi er en nærmere udvikling af lærerens tanker, som han dog på mange punkter, men altid på grundlag af Boströms principper, har modificeret og udvidet. Han er den Boströmske filosofis egentlige systematiker. Af interesse er hans stilling imellem den Boströmske spekulation og den moderne filosofi. Medens Boström i modsætning til Hegel søgte at hæve det absolutte over enhver udvikling og udelukke enhver "fænomenologi" fra filosofien, har Sahlin ved sin sondring mellem den egentlige filosofi og fænomenologien faktisk indrømmet erfaringsvidenskaben et betydningsfuldt område. På afgørende punkter har Sahlin desuden suppleret de forskellige dele af den Boströmske filosofi; af særlig betydning er hans udviklinger i etik, retlære og religionsfilosofi. Sahlins tænkning bærer et vist formelt og abstrakt præg; inden for de svenske fagmænds kreds har den dog øvet stor indflydelse ved sin videnskabelige alvor og logiske skarphed, og mere end nogen anden mellem Boström og Hägerström kan Sahlin siges at have dannet filosofisk skole. Noget større værk har Sahlin ikke udgivet; foruden to akademiske disputatser og to afhandlinger i "Nordisk Universitets Tidsskrift", der alle kom i 1850'erne, har han skrevet en stor mængde afhandlinger i Uppsala Universitets årsskrift, af hvilke må fremhæves: Om grundformerna i etiken (1869), Om subjektivt och objektivt betraktelsesätt i filosofien (1877), Kants, Schleiermachers och Boströms etiska grundtankar (samme år), Om det inre och det yttre (1879), Om logikens uppgift (1882), Om grundformerna i logiken (1883—84), Om positiv och negativ lagbestämdhet (1887), Några tanker om människan och samhället (samme år), Om det inre lifvet (1893).